# Первая столица (Харьков)
«Первая столица» — неофициальный титул города Харькова. Утвердился в связи с тем, что с 1919 до 1934 года Харьков был столицей Украинской Социалистической Советской Республики. Ранее в начале гражданской войны в России он являлся столицей Украинской Народной Республики Советов и Донецко-Криворожской советской республики, вошедшей в 1918 году автономией в состав Советской Украины, в противовес существовавшей тогда УНР со столицей в Киеве. Согласно историку Геннадию Ефименко, первой столицей советской Украины в 1918—1919 годах может считаться только Киев.

## История
Административно-территориальное устройство Украины до 1923 года было настолько неустойчивым, что даже её столица официально не была провозглашена. Главными городами считались Киев и Харьков в зависимости от того, где в тот период пребывали властные структуры (УНСР, ВЦВРК, ВРКПУ, съезды Советов). 19 декабря 1919 года Харьков был объявлен формально столицей новосозданной Украинской Советской Республики. 13 июля 1923 г. СНК УССР принял постановление, определяющее Харьков столицей республики. Статус закреплён Конституцией Украинской ССР 1929 года. 

## Харьков — столица УССР
В этот период Харьков бурно развивался. Для размещения различных органов государственной власти было проведено строительство административного центра на площади Дзержинского (ныне площадь Свободы). Первым зданием, построенным для этих функций, стал Дом Государственной промышленности (Госпром, укр. Держпром). Проект Дома Государственной промышленности был выбран в результате конкурса. Первую премию получил проект «Незваный гость» ленинградских архитекторов С. С. Серафимова, С. М. Кравца и М. Д. Фельгера. Здание построено в рекордно короткие сроки: подготовительные работы начались летом 1925 года, сдача в эксплуатацию — 7 ноября 1928 года, к одиннадцатой годовщине Октябрьской революции. Весной 1926 года стройку решено было закрыть, однако после личного вмешательства Феликса Дзержинского, посетившего стройку 8 мая 1926 года, строительство продолжилось. На торжественной закладке центрального корпуса 21 ноября 1926 года зданию присвоили его имя. Здание было возведено по монолитно-бетонной технологии в стиле конструктивизма, и стало первым советским небоскрёбом (высота без телевышки ок. 70 м). После постройки, с 1928 по 1934 год, в здании размещался Совет народных комиссаров УССР. Госпром, по праву, является самым мощным атрибутом столичного периода в жизни Харькова, а также самым узнаваемым символом города на постсоветском пространстве.
После Госпрома на округлой части ретортообразной площади Дзержинского были возведены здания Дома проектных и строительных организаций (после реконструкции — Харьковский государственный университет, ныне — Харьковский национальный университет им. Каразина) и Дома кооперации (позднее — Военная академия им. Говорова, ныне — Национальный университет им. Каразина). На прямоугольной части площади была сооружена гостиница «Интернационал» (ныне — «Харьков»). Со стороны улицы Сумской площадь замкнуло здание Центрального комитета Коммунистической партии УССР (уничтожено во время Великой Отечественной войны).
В 7 км от восточной окраины Харькова (теперь территория города) в 1930 году начинается строительство Харьковского тракторного завода — машиностроительного гиганта советского периода. Отделённый от ХТЗ зелёными насаждениями, был создан рабочий посёлок по типу «соцгорода». В квартирах рабочих не были предусмотрены кухни, питание осуществлялось в фабриках-кухнях, соединённых с домами тёплыми переходами.
Столичный Харьков развивался как культурный и научный центр. В созданном театре «Березиль» работал Лесь Курбас. В университетском саду по проекту скульптора Матвея Генриховича Манизера был воздвигнут памятник Тарасу Шевченко (открыт в 1935 году), лучший и непревзойдённый до сих пор монумент в честь поэта.

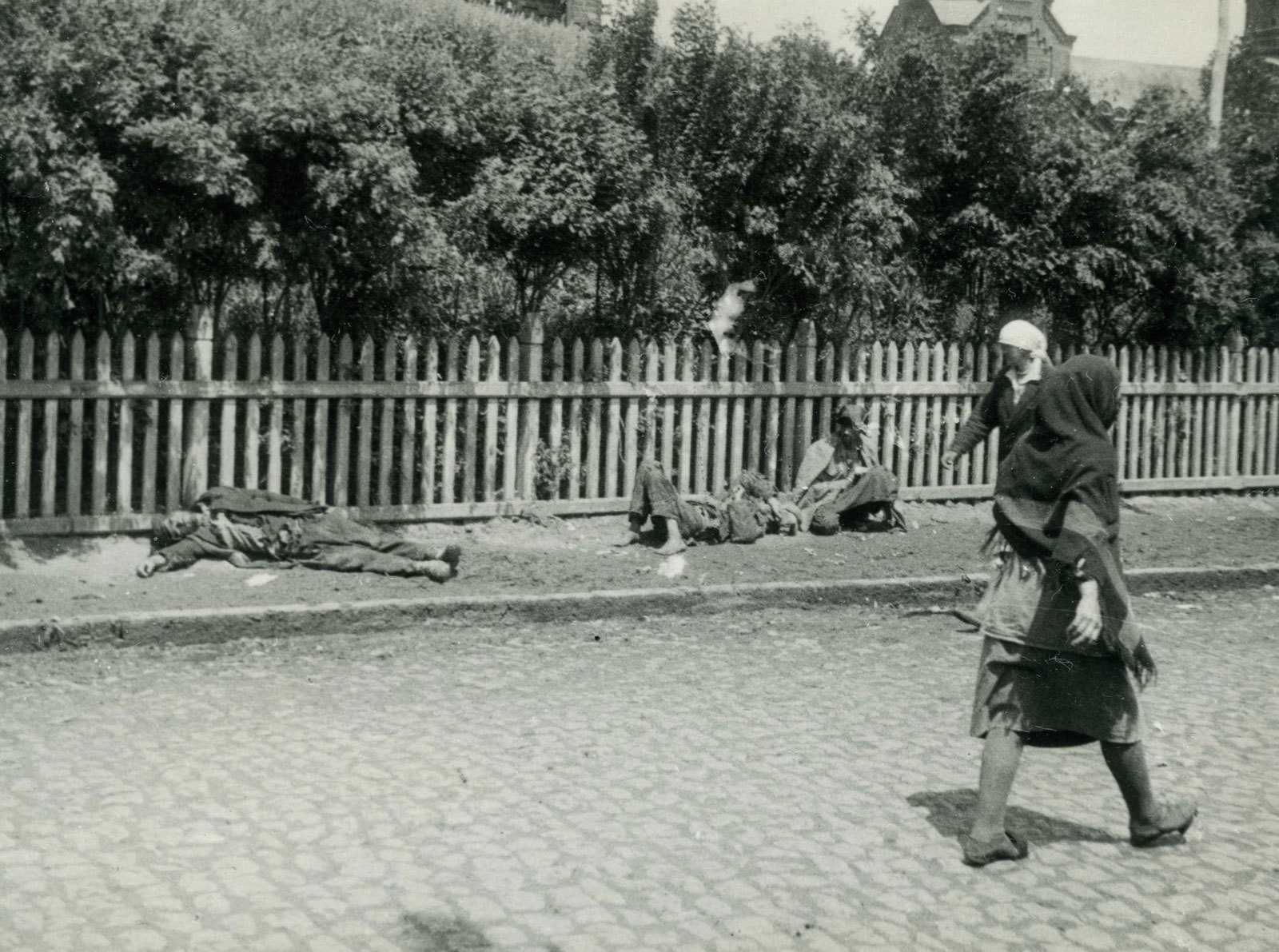
Жертвы голода на улицах Харькова, столицы Украинской ССР. 1933 год / ЦГКФФА Украины / Фотограф А. Винербергер

В Харькове впервые в СССР в 1932 году было осуществлено расщепление атомного ядра.
В 1934 году столица Украины была перенесена в Киев. Согласно исследователям М. П. Крылову и П. М. Крылову, этот перемещение не было актом национального возрождения, а, скорее, камуфлировало сворачивание политики украинизации в республике. Фактически Харьков имел столичный статус до самой Великой Отечественной войны. После 1934 года в городе продолжали находиться многие важные наркоматы (министерства) и общеукраинские ведомства.
В период Великой Отечественной войны, во время второго освобождения Харькова с 16 февраля по 10 марта 1943 года, Харьков временно, до освобождения Киева, вновь стал столицей Украинской ССР. В Харьков начали прибывать государственные учреждения УССР, приступили к работе ЦК компартии УССР и Совнарком УССР. Однако мощная группировка войск противника вновь оккупировала Харьков 10 марта 1943 года. Прибывшим органам власти пришлось срочно эвакуироваться.
Ныне Харьков является вторым по величине городом Украины. Представление о его прежнем столичном статусе является важным элементом региональной идентичности.